# Ішіноморі Шьотаро
Ішіноморі Шьотаро  (яп. 石ノ森 章太郎 Ішіноморі Шьо:таро:, нар. 25 січня 1938 , Префектура Міяґі  — 28 січня 1998 , Токіо , справжнє ім'я — Онодера Шьотаро (яп. 小野寺 章太郎)) , також відомий як Ішіморі Шьотаро (яп. 石森 章太郎) — японський манґака, автор популярної манґи Cyborg 009 і токусацу (телесеріалу про супергероїв) Kamen Rider. Двічі отримував премію манґи видавництва Shogakukan — у 1968 році за роботу Sabu to Ichi Torimono Hikae, а в 1988 році — за Hotel та Manga Nihon Keizai Nyumon. На його честь був названий музей манґи, відкритий у 2001 році в місті Ішіномакі (префектура Міяґі). Крім того, вже після смерті Ішіноморі був занесений до Книги рекордів Гіннеса як автор найбільшої кількості коміксів: загальна кількість сторінок у всіх його роботах перевищує 128 000.

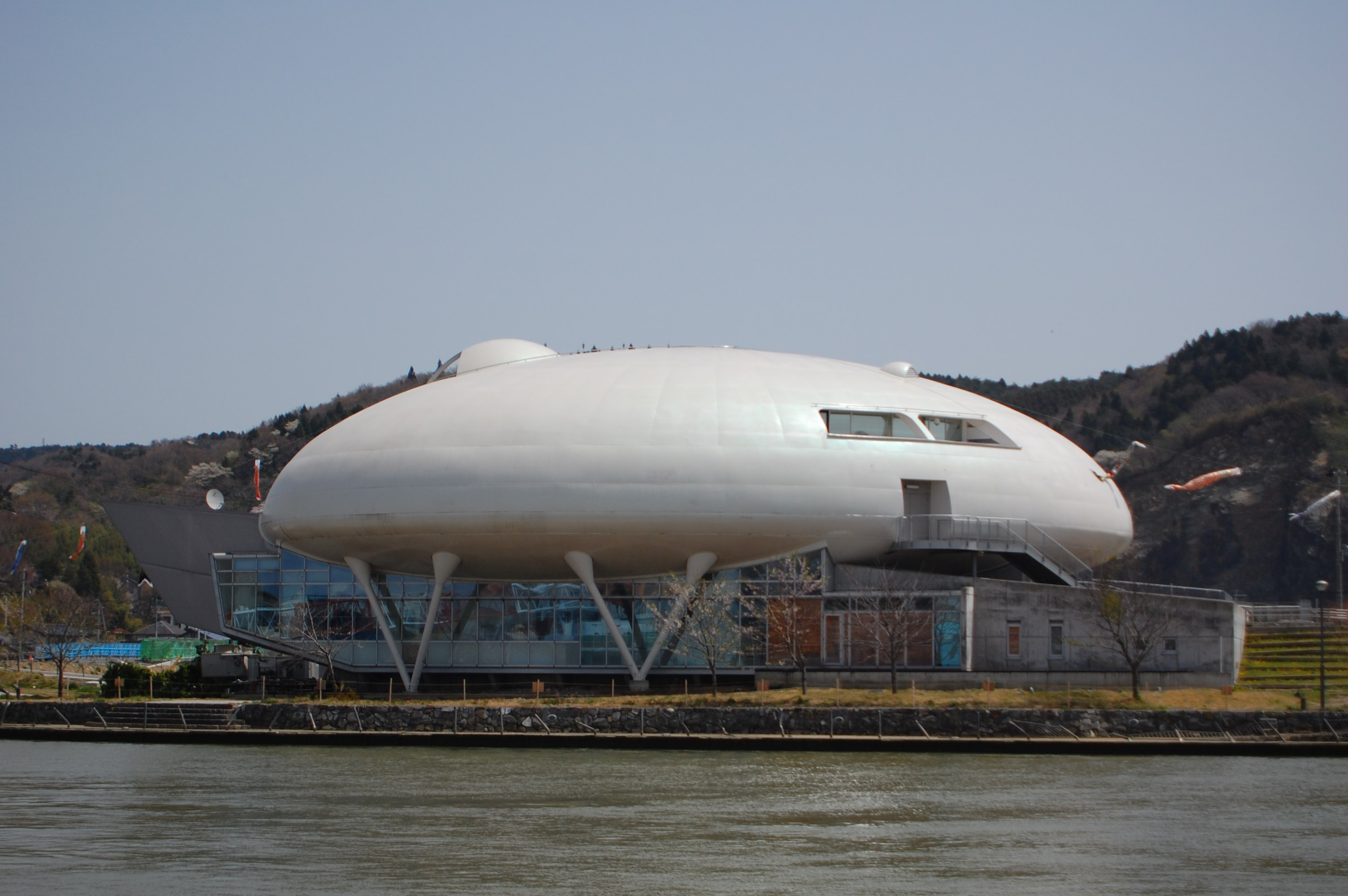
Музей «Ішіноморі манґакан»
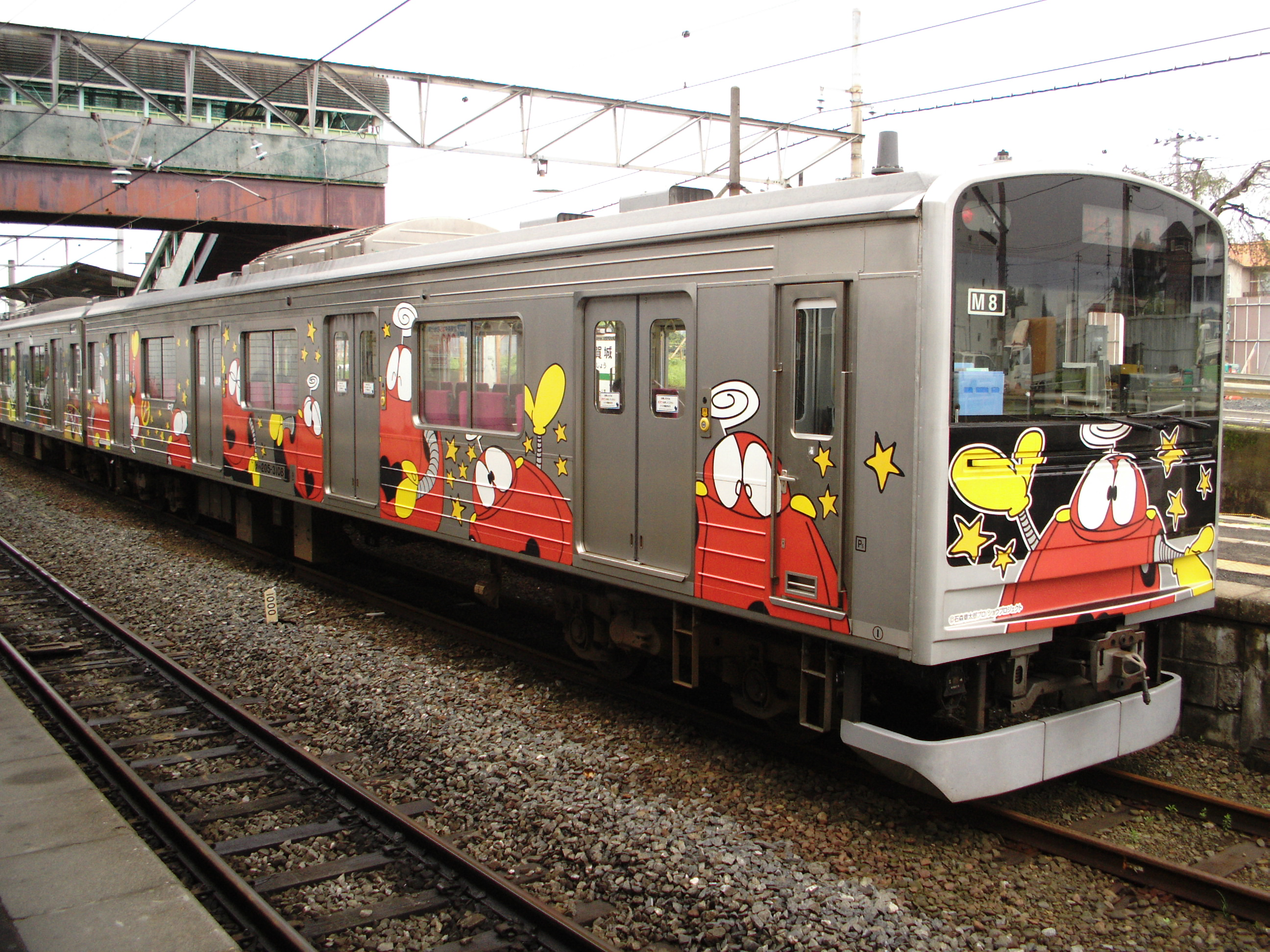
Вагон поїзда на лінії Сенсекі, розмальований персонажами манґи Ішіноморі Ganbare!! Robocon[en]

## Біографія
Ішіноморі народився 25 січня 1938 року в місті Томе (префектура Міяґі). Писати манґу він почав під час навчання у середній школі у 1950 році. У 1954 році в журналі Shonen Sunday була опублікована його робота Ninkyuu Tenshi. Закінчивши школу в 1956 році, Ішіноморі переїхав до Токіо. Приблизно тоді художник взяв свій перший псевдонім — «Шьотаро Ішіноморі». Наставником манґаки був Осаму Тедзука, разом з яким він працював над манґою та над повнометражним фільмом Saiyuki .
У 1963 році почалося видання відомої манґи Ішіноморі Cyborg 009, яка згодом стала відомою. У 1966 році за цю роботу автор отримав премію видавництва Kodansha «За найкращу дитячу манґу». Того ж року він почав видавати манґу Sabu to Ichi Torimono Hikae, за яку в 1968 році отримав премію видавництва Shogakukan. Тоді ж Ішіноморі заснував компанію Ishimori Professional. Його помічником і водночас учнем був Ґо Наґай.
У 1972 році вперше опубліковано манґу Kamen Rider, за мотивами якої згодом створено цілу низку художніх творів. Фактично ця манґа заклала основи жанру «токусацу». У 1983 році Ішіноморі розпочав випуск реалістичної манґи Hotel, яку згодом екранізували у форматі телесеріалу. У 1986 році він змінив свій псевдонім на «Ісіноморі Сьотаро». Того ж року автор почав випускати манґу Manga Nihon Keizai Nyumon, яка є дослідженням японської економіки. За неї він отримав кілька нагород, зокрема Ґран-прі Союзу манґак Японії у 1988 році; згодом він сам очолив цю організацію.
Однією з найдовших манґ став створений Ішіноморі манґа-підручник про історію Японії під назвою Manga Nihon no Rekishi, що складається з 10 000 сторінок. В Японії ця манґа використовується в освітніх цілях . У 1993 році в художника виявили хворобу серця, але він не припиняв роботи над своїми творами. Ішіноморі помер від лімфоми й серцевої недостатності 28 січня 1998 року, всього через три дні після свого 60-річчя.